# Amy Bauernschmidt
Amy Bauernschmidt est une militaire américaine, première femme à commander un porte-avions nucléaire américain. Elle a alors le grade de Captain de l'US Navy (équivalent de Capitaine de vaisseau en France).

## Biographie

### Jeunesse et études
Amy Bauernschmidt est originaire de Milwaukee. Elle fait des études à l'Académie navale d'Annapolis, principale école navale des États-Unis où elle obtient une licence de science en génie océanique.
En 1994, elle est en dernière année lorsque le congrès américain modifie la loi pour permettre aux femmes de servir à bord des navires de combat. Cette loi sera déterminante pour son orientation. Amy Bauernschmidt décide alors d'intégrer une unité de combat.

### Carrière militaire
Amy Bauernschmidt commence sa carrière en 1994.
Pilote d'hélicoptère, elle sert à bord du USS John Young dans le nord du golfe Persique en 1996.
En 2011, elle commande un escadron d’hélicoptères embarqué sur le porte-avions George-Bush. En 2016, elle est numéro 2 du porte-avions USS Abraham Lincoln.
De 2013 à 2016, elle est conseillère militaire auprès du bureau chargé d'améliorer la sécurité des femmes dans le monde.
En 2019, elle commande l'USS San-Diego, un navire amphibie. En août 2021, elle devient commandante du porte-avions nucléaire Abraham Lincoln.

## Décorations
- Medaillé de la Legion of Merit
- Elle est décernée la  Defense Superior Service Medal